# Liberálisok Ålandért
A Liberálisok Ålandért (LA) (Liberalerna på Åland) egy liberális párt az Ålandi önkormányzatban, Finnországban. A legutóbbi választásokon 24,1%-ot ért el, amivel 7 képviselőt juttatott az Ålandi parlamentbe. A Liberális Internacionáléban megfigyelő státusza van.